# Institut de Biomecànica de València
L'Institut de Biomecànica de València és un centre tecnològic dedicat a l'estudi i la formació en biomecànica. L'IBV va iniciar les seues activitats el 1976, com a institut universitari de la Universitat Politècnica de València.
Concertat entre l'Institut de la Mitjana i Petita Indústria Valenciana i la UPV, és un centre tecnològic que es troba emplaçat en la Ciutat Politècnica de la Innovació, el parc científic de la universitat. S'hi estudia la prevenció de riscs, la rehabilitació, l'augmentació de l'autonomia i participació social de les persones amb limitacions funcionals o de persones en situació de dependència, així com l'increment del rendiment i eficiència de les activitats que exercixen les persones i el confort i satisfacció d'aquestes en relació amb els productes, entorns i serveis que usen.
Des del 1994 treballa en la creació de bases de dades antropomètriques per la seva aplicació en el desenvolupament d'eines de disseny i avaluació ergonòmica de productes.
L'IBV combina coneixements provinents de la biomecànica, l'ergonomia i l'enginyeria emocional i els aplica a molt diversos àmbits amb l'objectiu de millorar la competitivitat del teixit empresarial a través del benestar de les persones.